# Lee Mantle

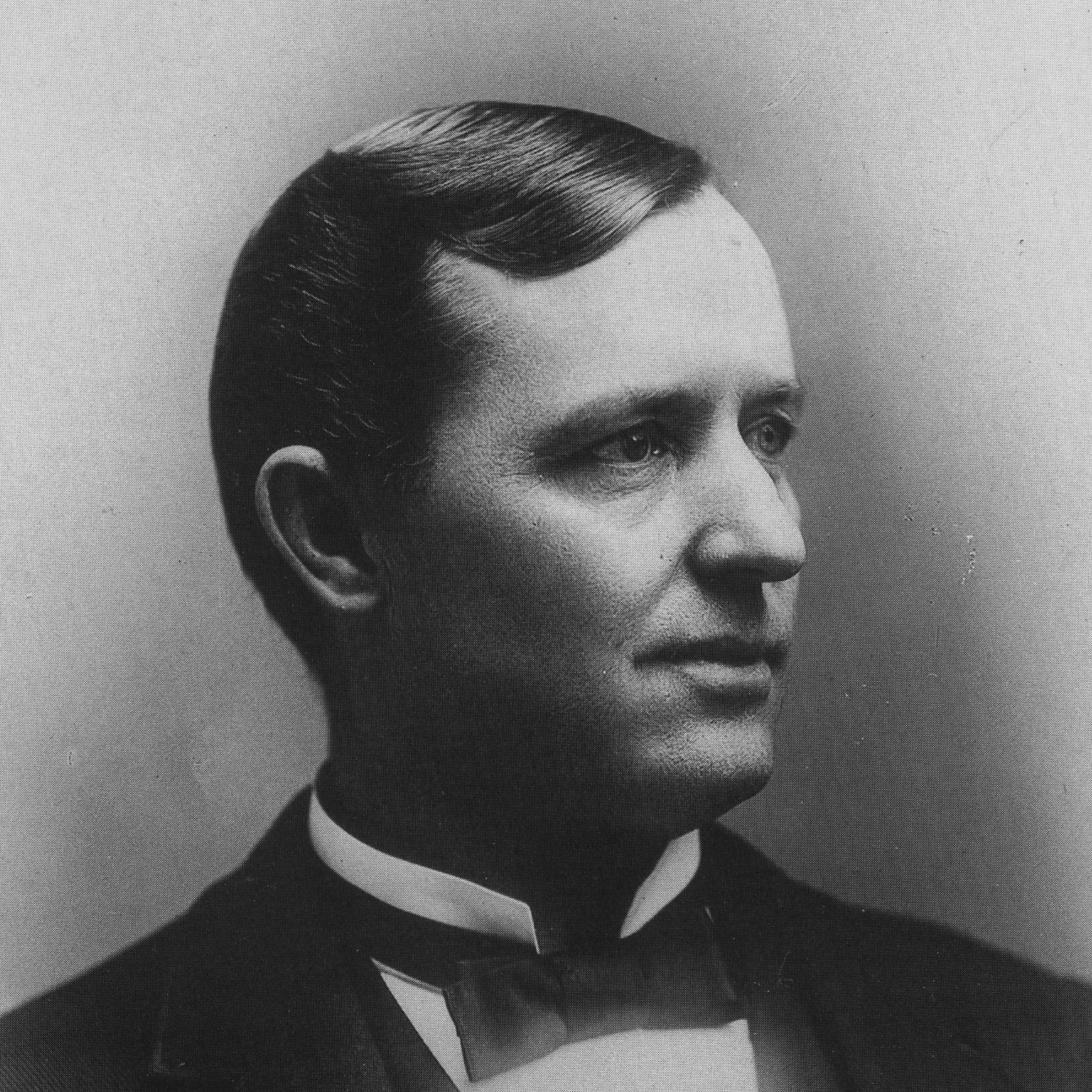
Lee Mantle (1895)

Lee Mantle (* 13. Dezember 1851 in Birmingham, England; † 18. November 1934 in Los Angeles, Kalifornien) war ein US-amerikanischer Politiker britischer Herkunft, der den Bundesstaat Montana im US-Senat vertrat.

## Leben

### Frühes Leben
Lee Mantle verbrachte seine Kindheit in England und emigrierte mit seiner Mutter 1864, im Alter von 13 Jahren, in die USA, wo sie sich in Salt Lake City (Utah) niederließen. Hier besuchte Mantle die Schule und zog 1870 in das Idaho-Territorium weiter, wo er sich unter anderem als Telegraph finanziell über Wasser hielt.

### Politische Laufbahn
1877 ließ sich Mantle in Butte (Montana) nieder, wo er als Finanzberater für das Unternehmen Wells Fargo tätig war. Auch publizierte er ab 1881 Inter Mountain, eine Tageszeitung, die an Leser gerichtet war, die mit der Republikanischen Partei sympathisierten. Im selben Jahr nahm er als Beigeordneter in Butte sein erstes politisches Amt wahr.
In den 1880er Jahren wurde Mantle mehrmals als Abgeordneter ins Repräsentantenhaus von Montana gewählt und übernahm 1888 als Sprecher dessen Vorsitz. 1892 wurde er auch kurzzeitig Bürgermeister von Butte.
1894 kandidierte Mantle als Mitglied der Republikaner für das Amt des US-Senators, wurde erfolgreich gewählt und trat sein Amt am 16. Februar 1895 an. Für eine zweite Amtszeit kandidierte er nicht mehr, so dass er am 3. März 1899 aus dem Kongress ausschied.

### Spätes Leben
Bis 1921 war Mantle als Finanzberater im Immobiliensektor und im Bergbaubereich tätig; seine Arbeit als Redakteur von Inter Mountain legte er bereits 1901 nieder. 1921 zog er nach Los Angeles, wo er die letzten 13 Jahre seines Lebens verbrachte.
Nach seinem Tod im Alter von knapp 83 Jahren wurde sein Leichnam auf den Mount Moriah Cemetery nach Butte überführt, wo er heute noch begraben liegt.